# Vlastimil Linhart
Vlastimil Linhart (13. listopadu 1927 Praha) je bývalý československý sportovní plavec, účastník olympijských her v roce 1952.
Závodnímu plavání a vodnímu pólu se začal věnovat v pražské plaveckém klubu APK. Sportovně vyrostl po boku svého staršího klubového kolegy a jmenovce Jiřího Linharta. Oba se připravovali pod vedením Rudolfa Štorkána. Mezi československou plaveckou špičku pronikal od roku 1946. Jeho hlavní trati byla 200 m plaveckým stylem prsa, kterou však plaval motýlkářským záběrem – tehdejší pravidla prsou toto dovolovala.
V roce 1947 startoval za indisponovaného Jiřího Linharta na mistrovství Evropy v Monte Carlu, kde na 200 m prsa obsadil v B finále třetí místo. V roce 1948 se však do nominace pro olympijské hry v Londýně nevešel.
V roce 1948 vstoupil jeho domovský klub APK Praha v rámci slučování tělovýchovy do Sokola Žižkov. Sokol Žižkov však plavecký sport přestal záhy podporovat a po letní sezoně 1949 přestoupil do Sokola Dynamo Slavia. V roce 1952 uspěl napodruhé při olympijské nominaci a startoval na olympijských hrách v Helsinkách. Na 200 m prsa nepostoupil z rozplaveb do dalších bojů. Sportovní kariéru ukončil po roce 1954, kdy krátce závodil za podnikový klub čakovické Avie.